# Furtei
Furtei (sardinski: Futèi) je grad i općina (comune) u pokrajini Južnoj Sardiniji u regiji Sardiniji, Italija. Nalazi se na nadmorskoj visini od 90 metara i ima populaciju od 1 629 stanovnika.
 Prostire se na teritoriju od 26,11 km². Gustoća naseljenosti je 62 st/km².
Susjedne općine su: Guasila, Samassi, Sanluri, Segariu, Serrenti i Villamar.